# Râul Prepeleac
Râul Prepeleac sau Râul Zacote este un curs de apă, afluent al râului Rudărița. 